# Brachytheciastrum bellicum
Brachytheciastrum bellicum là một loài Rêu trong họ Brachytheciaceae. Loài này được (W.R. Buck et al.) Vanderpoorten et al. mô tả khoa học đầu tiên năm 2005.